# Tobias Sana
Tobias Tigjani Sana (Göteborg, 11 juli 1989) is een Zweedse voetballer die bij voorkeur als linksbuiten speelt. Sana speelde een handjevol wedstrijden voor AFC Ajax. Hij speelt sinds 2019 bij IFK Göteborg. voor Zijn vader komt uit Burkina Faso. Desondanks groeide Sana op in Zweden. Hij is ook tweemalig, voormalig, voetballer van het Zweeds voetbalelftal.

## Clubcarrière

### Qviding FIF
Sana begon zijn voetbalcarrière op de leeftijd van vijf jaar bij Marieholms BOIK en ging later naar Västra Frölunda IF. Sana speelde ruim 29 wedstrijden voor de club en scoorde daar in totaal drie keer.

### IFK Göteborg
In 2009 maakte Sana de overstap naar het hoogste voetbalniveau in Zweden. Hij werd aangetrokken door IFK Göteborg. Een speciale clausule in het contract van Sana zorgde voor een tijdelijke comeback bij Qviding, hij speelde nog zeven wedstrijden voor zijn oude club en scoorde daarin eenmaal. In zijn eerste twee seizoenen bij IFK Göteborg belandde hij in een felle concurrentiestrijd met de andere middenvelders van de club.

### AFC Ajax
Op 1 augustus 2012 maakte AFC Ajax bekend dat het Tobias Sana heeft gecontracteerd voor 3 jaar. Met deze transfer was een bedrag van circa 300.000 euro gemoeid. Sana maakte zijn debuut in de eerste competitiewedstrijd van Ajax in het seizoen 2012/2013 tegen AZ waarin hij in de rust de licht geblesseerde Lasse Schøne verving. In zijn tweede wedstrijd voor AFC Ajax scoorde hij twee keer en werd hij uitgeroepen tot Man of the Match.Op 8 augustus 2013 speelde Sana de hele wedstrijd mee met Jong Ajax in de Jupiler League uit bij FC Oss (2-0 verlies). Sana scoorde op 21 december 2013 zijn eerste doelpunt in de Jupiler League voor Jong Ajax in de thuiswedstrijd tegen MVV Maastricht die met 3-1 werd gewonnen opende Sana in de 27e minuut de score. Tijdens het seizoen 2014/15 kwam Sana niet meer in de plannen voor van trainer Frank de Boer en trainde hij mee bij Jong Ajax. Ook bij Jong Ajax kwam hij echter niet aan spelen toe.

### Malmö FF
Op 14 januari 2015 maakte Ajax bekend dat het met Malmö FF een overeenstemming had bereikt over de directe overgang van Sana. Sana tekende bij de club in zijn geboorteland een contract voor vier jaar. Zijn officiële debuut maakte Sana op 22 februari 2015 in de Svenska Cupen thuiswedstrijd tegen Assyriska Föreningen die met 3-0 werd gewonnen. Sana was vlak voor rust verantwoordelijk voor de 2-0. Op 27 april 2016 kwam Sana negatief in het nieuws na een wedstrijd tegen zijn oude club IFK Göteborg. Sana was aan het warmlopen toen er vuurwerk richting hem gegooid werd. Hij accepteerde dit niet en besloot de cornervlag het publiek in te gooien.

### IFK Göteborg
In de zomer van 2019 transfereerde Tobias Sana terug naar een oude club, IFK Göteborg. Sana heeft een contract getekend tot medio 2022. De Zweed speelde van 2009 tot 2012 al voor deze club, voordat hij naar AFC Ajax ging. De creatieve Zweedse middenvelder had eerder al laten blijken dat het de eerste keer was dat IFK Göteborg hem benaderd had, na zijn overstap naar Ajax. Hij heeft altijd gedroomd om de kans te krijgen om terug te keren naar IFK Göteborg.

## Interlandcarrière
Sana werd op 2 oktober 2012 voor het eerst geselecteerd voor de nationale ploeg van Zweden voor de WK-kwalificatieduels met Faeröer en Duitsland.
Op 16 oktober 2012 maakte Sana zijn debuut voor Zweden in de uitwedstrijd tegen Duitsland. Sana kwam in de 78ste minuut in de ploeg voor Sebastian Larsson. Duitsland stond in deze wedstrijd met 4-0 voor maar de wedstrijd eindigde uiteindelijk in 4-4.

### Gespeelde interlands
| Interlands van Tobias Sana voor Zweden | Interlands van Tobias Sana voor Zweden | Interlands van Tobias Sana voor Zweden | Interlands van Tobias Sana voor Zweden | Interlands van Tobias Sana voor Zweden | Interlands van Tobias Sana voor Zweden |
| №                                      | Datum                                  | Wedstrijd                              | Uitslag                                | Soort wedstrijd                        | Doelpunten                             |
| Als speler bij AFC Ajax                | Als speler bij AFC Ajax                | Als speler bij AFC Ajax                | Als speler bij AFC Ajax                | Als speler bij AFC Ajax                | Als speler bij AFC Ajax                |
| -------------------------------------- | -------------------------------------- | -------------------------------------- | -------------------------------------- | -------------------------------------- | -------------------------------------- |
| 1.                                     | 16 oktober 2012                        | Duitsland – Zweden                     | 4 – 4                                  | Kwalificatie WK 2014                   | 0                                      |
| 2.                                     | 14 november 2012                       | Zweden – Engeland                      | 4 – 2                                  | Vriendschappelijk                      | 0                                      |

Bijgewerkt op 11 augustus 2014.

## Carrièrestatistieken[6]
Senioren
| Seizoen         | Club                 |                     | Competitie      | Competitie | Competitie | Beker | Beker | Internationaal | Internationaal | Overig | Overig | Totaal | Totaal |
| Seizoen         | Club                 | Wed.                | Competitie      | Dlp.       | Wed.       | Dlp.  | Wed.  | Dlp.           | Wed.           | Dlp.   | Wed.   | Dlp.   |        |
| --------------- | -------------------- | ------------------- | --------------- | ---------- | ---------- | ----- | ----- | -------------- | -------------- | ------ | ------ | ------ | ------ |
| 2007            | Qviding FIF          | Vlag van Zweden     | Division 1      | 6          | 0          | 0     | 0     | —              | —              | —      | —      | 6      | 0      |
| 2008            | Qviding FIF          | Vlag van Zweden     | Superettan      | 22         | 2          | 0     | 0     | —              | —              | —      | —      | 22     | 2      |
| Club totaal     | Club totaal          | Club totaal         | Club totaal     | 28         | 2          | 0     | 0     | 0              | 0              | 0      | 0      | 28     | 2      |
| 2009            | IFK Göteborg         | Vlag van Zweden     | Allsvenskan     | 5          | 0          | 2     | 0     | 0              | 0              | 1      | 0      | 8      | 0      |
| Club totaal     | Club totaal          | Club totaal         | Club totaal     | 5          | 0          | 2     | 0     | 0              | 0              | 1      | 0      | 8      | 0      |
| 2009            | → Qviding FIF (huur) | Vlag van Zweden     | Superettan      | 7          | 1          | 0     | 0     | —              | —              | —      | —      | 7      | 1      |
| Club totaal1    | Club totaal1         | Club totaal1        | Club totaal1    | 35         | 3          | 0     | 0     | 0              | 0              | 0      | 0      | 35     | 3      |
| 2010            | IFK Göteborg         | Vlag van Zweden     | Allsvenskan     | 11         | 1          | 2     | 0     | 0              | 0              | 0      | 0      | 13     | 1      |
| 2011            | IFK Göteborg         | Vlag van Zweden     | Allsvenskan     | 26         | 0          | 3     | 0     | —              | —              | —      | —      | 29     | 0      |
| 2012            | IFK Göteborg         | Vlag van Zweden     | Allsvenskan     | 11         | 2          | 0     | 0     | —              | —              | —      | —      | 11     | 2      |
| Club totaal2    | Club totaal2         | Club totaal2        | Club totaal2    | 53         | 3          | 7     | 0     | 0              | 0              | 1      | 0      | 61     | 3      |
| 2012/13         | AFC Ajax             | Vlag van Nederland  | Eredivisie      | 13         | 4          | 1     | 1     | 5              | 0              | 0      | 0      | 19     | 5      |
| 2013/14         | AFC Ajax             | Vlag van Nederland  | Eredivisie      | 4          | 0          | 0     | 0     | 0              | 0              | 0      | 0      | 4      | 0      |
| 2014/15         | AFC Ajax             | Vlag van Nederland  | Eredivisie      | 0          | 0          | 0     | 0     | 0              | 0              | 0      | 0      | 0      | 0      |
| Club totaal     | Club totaal          | Club totaal         | Club totaal     | 17         | 4          | 1     | 1     | 5              | 0              | 0      | 0      | 23     | 5      |
| 2015            | Malmö FF             | Vlag van Zweden     | Allsvenskan     | 19         | 0          | 4     | 1     | 5              | 0              | —      | —      | 28     | 1      |
| 2016            | Malmö FF             | Vlag van Zweden     | Allsvenskan     | 11         | 1          | 3     | 1     | 5              | 0              | —      | —      | 19     | 0      |
| 2017            | Malmö FF             | Vlag van Zweden     | Allsvenskan     | 1          | 0          | 1     | 0     | —              | —              | —      | —      | 2      | 0      |
| Club totaal     | Club totaal          | Club totaal         | Club totaal     | 31         | 1          | 8     | 2     | 10             | 0              | 0      | 0      | 49     | 3      |
| 2017/18         | Aarhus GF            | Vlag van Denemarken | Superligaen     | 24         | 3          | 1     | 1     | —              | —              | —      | —      | 25     | 4      |
| Club totaal     | Club totaal          | Club totaal         | Club totaal     | 24         | 3          | 1     | 1     | 0              | 0              | 0      | 0      | 25     | 4      |
| Carrière totaal | Carrière totaal      | Carrière totaal     | Carrière totaal | 160        | 14         | 17    | 4     | 15             | 0              | 1      | 0      | 193    | 18     |

1 N.B. Dit betreft een clubtotaal, dus een totaal van beide periodes bij Qviding FIF.

2 N.B. Dit betreft een clubtotaal, dus een totaal van beide periodes bij IFK Göteborg.
Bijgewerkt op 1 augustus 2016.
Beloften
| Seizoen | Club         |                    | Competitie             | Competitie | Competitie |
| Seizoen | Club         | Wed.               | Competitie             | Dlp.       |            |
| ------- | ------------ | ------------------ | ---------------------- | ---------- | ---------- |
| 2013/14 | Jong Ajax    | Vlag van Nederland | Eerste divisie         | 26         | 3          |
| 2015    | Malmö FF U21 | Vlag van Zweden    | Allsvenskan Södra      | 4          | 2          |
| 2015    | Malmö FF U21 | Vlag van Zweden    | Allsvenskan Slutspelet | 3          | 0          |
| 2016    | Malmö FF U21 | Vlag van Zweden    | Allsvenskan Södra      | 3          | 2          |
| 2016    | Malmö FF U21 | Vlag van Zweden    | Allsvenskan Slutspelet | 2          | 2          |
| 2017    | Malmö FF U21 | Vlag van Zweden    | Allsvenskan Södra      | 4          | 7          |
| Totaal  | Totaal       | Totaal             | Totaal                 | 42         | 16         |

## Erelijst[7]
| Competitie           |        |            |
| Competitie           | Aantal | Jaren      |
| Ajax                 | Ajax   | Ajax       |
| -------------------- | ------ | ---------- |
| Eredivisie           | 2×     | 2013, 2014 |
| Johan Cruijff Schaal | 1×     | 2013       |
| Malmö FF             |        |            |
| Allsvenskan          | 2x     | 2016, 2017 |